# Lasionycta staudingeri
Lasionycta staudingeri es una especie de mariposa nocturna de la familia Noctuidae. 
En Escandinavia, se encuentra desde Oppland hasta Finlandia y Noruega. También se encuentra en Rusia, Siberia, y Norteamérica.
La especie es diurna, y vuela sobre tundra seca rocosa. Su envergadura es de 21-27 mm. Los polillas vuelan desde junio hasta julio. 
Las larvas se alimentan de especies de Taraxacum y Empetrum.

## Subespecies
- Lasionycta staudingeri staudingeri (Eurasia)
- Lasionycta staudingeri preblei (desde la isla de Baffin hasta Alaska meridional, no más al sur del 60° N. Su rango se extiende al noreste de Siberia, hasta el río Kolymá).

- Datos: Q3445321
- Multimedia: Lasionycta staudingeri / Q3445321
- Especies: Lasionycta staudingeri